# Каліссони
Каліссон (фр. Calisson) — традиційні прованські солодощі, які виготовляються на спеціальних фабриках у місті Екс-ан-Прованс.
З 1995 в одній з церков Екс-ан-Провансу проводиться щорічна церемонія благословення каліссонів. Крім того, в Екс-ан-Провансі вони входять в список тринадцяти традиційних різдвяних десертів.

## Історія походження
Імовірно, історія ласощів іде від XV століття. Згідно легенди, вони були створені для одруження короля Рене Доброго з Жанною де Лаваль. Можливо також, що освячені каліссони роздавали парафіянам під час церковних служб, починаючи з 1630 року, як символ подяки Діві Марії за звільнення міста від чуми. Не виключено, що саме звідси походить їх назва: вигук священиків латинською, Venite ad calicem («прийдіть до чаші»), перетворився в «Venez aux calissons» («приходьте за каліссонами»). Проте існують й інші версії походження каліссонів, в тому числі італійська.

## Склад
До складу десерту входять мигдаль, зацукровані фрукти (найчастіше диня, з додаванням невеликої кількості апельсина) і флердоранж. Однорідна маса кладеться на тонкий шар прісного хліба і покривається шаром цукрової глазурі. За смаковими якостями нагадує марципан. Традиційно каліссони виготовляються у формі ромба з округленими кутами.